# Jungfernsee

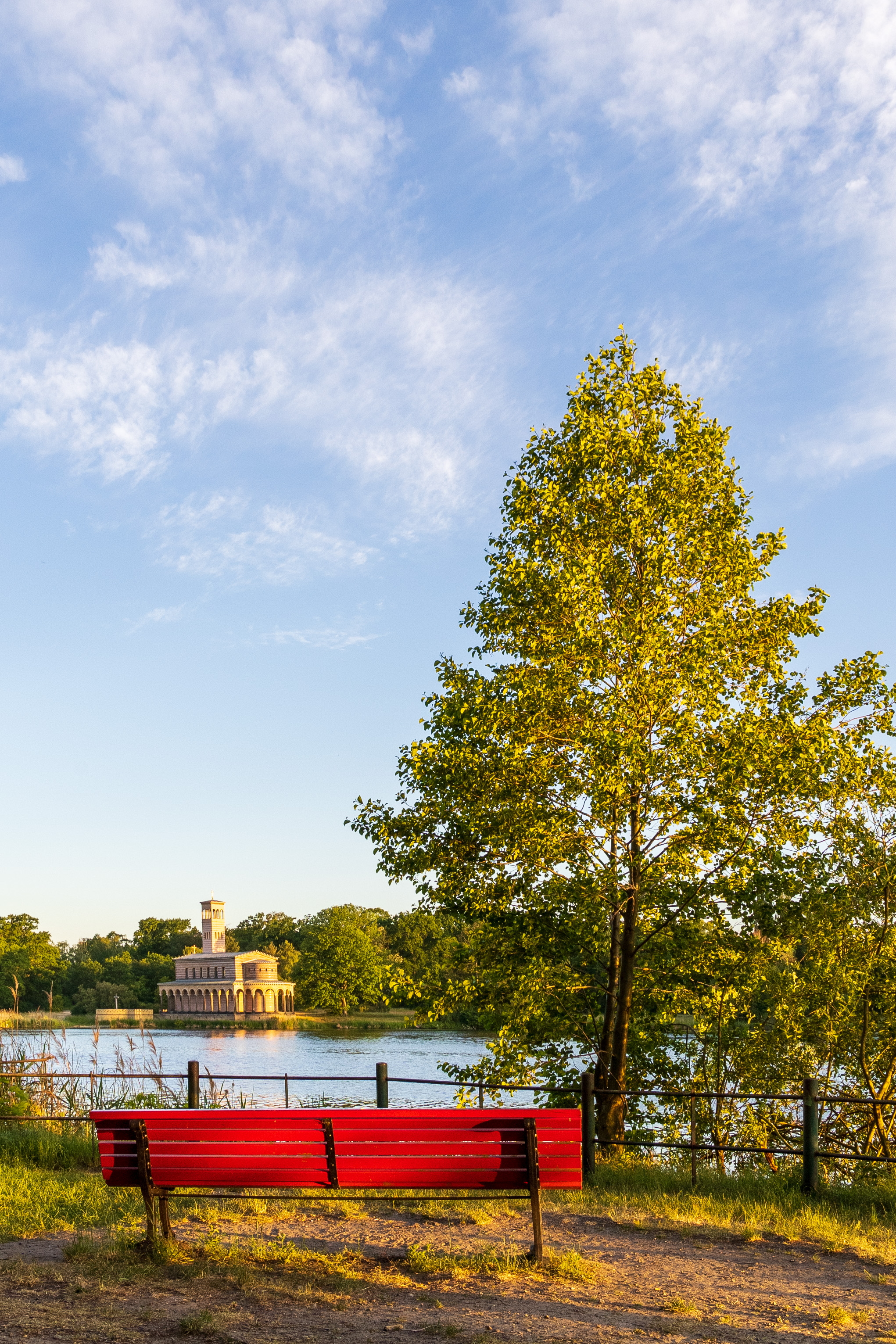
Blick vom Krughorn über den Jungfernsee zur Heilandskirche am Port von Sacrow

Der Jungfernsee ist ein glazial entstandener Becken- und Rinnensee. Er wird heute von der Havel durchflossen und gehört daher zu den Berlin-Potsdamer Havelgewässern. Er erstreckt sich über 3,52 Kilometer von Südost (Glienicker Brücke) nach Nordwest (Großes Horn) und liegt damit quer zur natürlichen Fließrichtung der Havel in der Havelseenkette. Der größte Teil seiner Wasserfläche ist Potsdamer Stadtgebiet. Nur ein kleines Dreieck vor seinem Südostufer gehört zu Berlin.
Der Jungfernsee ist Bundeswasserstraße, eine Teilstrecke der Unteren Havel-Wasserstraße der Wasserstraßenklasse IV, für die das Wasserstraßen- und Schifffahrtsamt Spree-Havel zuständig ist.
Der Name „Jungfernsee“ weist auf das Benediktinerinnenkloster Spandau hin, in dessen Besitz sich der See befunden hat.

## Einbindung in die Havel
An drei Enden geht der Jungfernsee durch Gewässerengen in andere Teile der Havel über: Die nordöstliche Engstelle stellt den Zufluss von der Kladower Seestrecke dar; sie ist nördlich vom Meedehorn begrenzt und südlich vom Berlin-Wannseer Steilufer mit dem Krughorn. Die südliche Engstelle wird von der Glienicker Brücke überspannt, an der die Potsdamer Havel beginnt. Durch diese Enge fließt das Havelwasser in die Glienicker Lake und von dort durch die Babelsberger Enge in den Tiefen See der Potsdamer Havel. Am Nordwestende des Jungfernsees begrenzen die Westspitze des Naturschutzgebiets Sacrower See und Königswald und das gegenüberliegende Große Horn (früher zu Nedlitz, heute zu Neu Fahrland gerechnet) den Übergang zu einer stark gewundenen Wasserfläche, die sich 2,45 Kilometer nach Norden erstreckt und im vorderen Teil Lehnitzsee heißt, im hinteren Teil Krampnitzsee. Am großen Horn verlässt den Jungfernsee außerdem der Sacrow-Paretzer Kanal, der den Potsdamer Havelbogen abkürzt und keine Schleusen hat, also einen künstlichen zweiten Havellauf darstellt. Der Kanal durchquert den Weißen See und berührt den Fahrlander See. Nordwestlich des Großen Horns gibt es eine natürliche Verbindung vom Lehnitzsee zum Weißen See als Teil der Nedlitzer Alten Fahrt, die am Großen Horn beginnt und durch den Durchstich für den Sacrow-Paretzer Kanal entstanden ist.

## Ufer
Die leichte Einengung zwischen dem Riesterhorn des Nordufers und dem Quappenhorn des Südufers teilt den See in einen nicht ganz kreisrunden südöstlichen Teil und einen schmalen langen nordwestlichen. Die größte Breite im südöstlichen Teil ist 1,45 Kilometer, im nordwestlichen Teil ist die Breite maximal 490 Meter. Die schmalste Stelle ist 180 Meter breit, die Breite zwischen Quappenhorn und Riesterhorn beträgt 270 Meter. An das verschilfte Nordufer grenzt fast vollständig der Königswald, ein ehemaliges preußisches Jagdgebiet. Nur an wenigen Plätzen sind Badestellen, die zu Fuß oder mit dem Rad erreicht werden können. Am Riesterhorn knickt die bis hierhin nordwest-südöstlich verlaufende Uferlinie erst nach Nordosten und dann nach Osten ab und ist so mit an der Aufweitung beteiligt. Die Südspitze des Sacrower Sees ist von hier aus nur 390 Meter entfernt. Im Nordosten des Jungfernsees steht unmittelbar am Nordufer die Sacrower Heilandskirche. Das gegenüberliegende Steilufer, das sich 20 Meter über den Wasserspiegel erhebt, ist ebenfalls bewaldet. Es wird vom Glienicker Park im EU-Vogelschutzgebiet Westlicher Düppeler Forst eingenommen und reicht in südwestlicher Richtung bis zur Glienicker Brücke, die den Ausfluss des Sees überspannt. Über diese Brücke, die Potsdam (Berliner Vorstadt) mit Berlin-Wannsee verbindet, führt die Bundesstraße 1.
Durch den Südostteil des Sees, parallel zum Berliner Ufer, läuft die Landesgrenze zwischen Brandenburg und Berlin (vor 1990 innerdeutsche Grenze zwischen der DDR und West-Berlin). Der See war vom Potsdamer Ufer aus nicht zugänglich. Das hier beginnende Ufer ist zum Teil bebaut und stellt nach der Einmündung des Hasengrabens, der vom Heiligen See kommt, die Nordostgrenze des Neuen Gartens dar. Es läuft über die Landspitze Quappenhorn in nordwestlicher Richtung weiter bis Nedlitz. Die Landenge zwischen Jungfernsee und Heiligem See ist lediglich 190 Meter breit. An diesem Ufer befindet sich die Meierei im Neuen Garten und 160 Meter vom See entfernt das Schloss Cecilienhof. Wenige Meter östlich der Landenge ließ Kaiser Wilhelm II. ab 1890 eine Siedlung nach dem Vorbild norwegischer Dörfer errichten. Die Matrosenstation Kongsnæs wurde beim Mauerbau zerstört, die übrigen Häuser sind erhalten.